# 赤島 (長崎県五島市)
赤島（あかしま）は、長崎県五島市にある島である。福江島福江地区の南東海上12kmに位置する玄武岩質熔岩でできた比較的なだらかな島で、全域が長崎県五島市赤島町に含まれる。

五島列島

## 歴史
赤島の歴史に関する資料はほとんど遺されていないが、少なくとも1629年頃には入植が始まっていたようである。小型船舶による漁業の根拠地として、19世紀末には400人以上の島民が居住していたと考えられ、島民はブリ、タイ、カツオなどの高級魚や、オゴノリなどを付近の海で採取し、収入を得ていた。しかし、1906年に男女群島の女島付近で、出漁中の島民38人が死亡する遭難事故が起き、赤島の漁業は大きな打撃を受け、その後、漁業を取り巻く環境の変化などによって多くの島民は去っていき、現在の人口は14人である。

## 交通
黄島海運 福江島福江港→赤島港